# Hongkong na Letnich Igrzyskach Olimpijskich 1976
Hongkong na Letnich Igrzyskach Olimpijskich 1976 reprezentowało 25 zawodników. Był to siódmy start reprezentacji Hongkongu na letnich igrzyskach olimpijskich.
Najmłodszym reprezentantem Hongkongu na tych igrzyskach była 14-letnia pływaczka – Karen Robertson, zaś najstarszym 53-letni strzelec – Peter Rull.

## Skład reprezentacji

### Judo
- Mok Cheuk Wing – waga półśrednia mężczyzn (−70 kg) – 19. miejsce[1]

### Kajakarstwo
- Hui Cheong, Ng Hin Wan – K-2 500 m – 5. miejsce w kwalifikacjach, K-2 1000 m – 5. miejsce w kwalifikacjach
- Kwan Honk Wai, Mak Chi Wai, Ng Tsuen Man, John Wai – K-4 1000 m – 6. miejsce w kwalifikacjach
- Ng Tsuen Man – K-1 500 m – 5. miejsce w kwalifikacjach
- Mak Chi Wai – K-1 1000 m – 4. miejsce w kwalifikacjach

### Kolarstwo
- Chan Fai Lui – Wyścig indywidualny ze startu wspólnego – nie ukończył, 1000 m mężczyzn – 28. miejsce
- Chan Lam Hams, Chan Fai Lui, Kwong Chi Yan, Tang Kam Man – Drużynowa jazda na czas – 26. miejsce
- Chan Lam Hams – Wyścig indywidualny ze startu wspólnego – nie ukończył
- Kwong Chi Yan – Wyścig indywidualny ze startu wspólnego – nie ukończył
- Tang Kam Man – Wyścig indywidualny ze startu wspólnego – nie ukończył, Wyścig indywidualny na dochodzenie – 24. miejsce

### Pływanie
- Mark Crocker – 100 m stylem dowolnym mężczyzn, 200 m stylem dowolnym mężczyzn (w każdej odpadł w eliminacjach)
- Lawrence Kwoh – 100 m stylem motylkowym mężczyzn, 200 m stylem motylkowym mężczyzn (w pierwszej konkurencji odpadł w kwalifikacjach, a w drugiej dyskwalifikacja)
- Raphaelynne Lee – 200 m stylem dowolnym kobiet, 100 m stylem grzbietowym kobiet (w każdej odpadła w eliminacjach)
- Karen Robertson – 100 m stylem dowolnym kobiet, 400 m stylem dowolnym kobiet (w każdej odpada w eliminacjach)

### Strzelectwo
- Chow Tsun Man – skeet – 60. miejsce
- Peter Rull – karabin małokalibrowy, leżąc, 50 m mężczyzn – 41. miejsce w kwalifikacjach
- Reginald dos Remedios – karabin małokalibrowy, leżąc, 50 m – 71. miejsce
- Solomon Lee – pistolet szybkostrzelny, 25 m – 47. miejsce
- Camilo Pedro – pistolet, 50 m – 46. miejsce
- Tso Hok Young – skeet – 68. miejsce

### Szermierka
- Matthew Chan – floret indywidualnie mężczyzn – 50. miejsce; szpada indywidualnie mężczyzn – 64. miejsce
- Denis Cunningham – szpada indywidualnie mężczyzn – 63. miejsce
- Roger Kam – floret indywidualnie mężczyzn – 49. miejsce; szpada indywidualnie mężczyzn – 60. miejsce; szabla indywidualnie mężczyzn – 46. miejsce
- Ng Wing Biu – floret indywidualnie mężczyzn – 48. miejsce
- Matthew Chan, Denis Cunningham, Roger Kam, Ng Wing Biu – floret drużynowo mężczyzn – 9. miejsce
- Matthew Chan, Denis Cunningham, Roger Kam, Ng Wing Biu – szpada drużynowo mężczyzn – 11. miejsce